# Hawái
„Hawái“ je píseň kolumbijského zpěváka Malumy. Skladbu produkovaly Ily Wonder, Jowan, Keityn, and Kevin ADG and Chan El Genio (známy jako Rude Boyz). Vydáno bylo prostřednickým vydavatelství Sony Music Latin 29. července 2020 jako druhý singl z pátého Malumova studiového alba Papi Juancho (2020). Píseň trumfla hitparády v Chile, Kolumbii, Mexiku, Panamě, Argentině a Španělsku.

## Žebříčky
| Země                                               | Umístění |
| -------------------------------------------------- | -------- |
| Argentinská singlová hitparáda (Argentina Hot 100) | 1.       |
| Belgie                                             | 42.      |
| Brazilie (Top 100 Airplay)                         | 70.      |
| Kolumbie                                           | 1.       |
| Chile                                              | 1.       |
| Global Excl. US (Billboard)                        | 1.       |
| Italie                                             | 60.      |
| Mexico Airplay (Billboard)                         | 1.       |
| Panama                                             | 1.       |
| Portugalsko                                        | 2.       |
| Španělská singlová hitparáda                       | 1.       |
| Švycarsko                                          | 37.      |
| US Billboard Hot 100                               | 55.      |
| US Hot Latin Songs (Billboard)                     | 1.       |
| US Latin Airplay (Billboard)                       | 2        |
| US Latin Rhythm Airplay (Billboard)                | 2        |
| US Rolling Stone Top 100                           | 49       |

## Certifikace
| Stát                   | certifikace                   | prodejnost |
| ---------------------- | ----------------------------- | ---------- |
| Mexiko (AMPROFON)      | Platinová deska + Zláta deska | 90 000     |
| Španělsko (PROMUSICAE) | Platinová deska               | 40 000     |